# Consolida coelesyriaca
Consolida coelesyriaca är en ranunkelväxtart som beskrevs av Mout.. Consolida coelesyriaca ingår i släktet åkerriddarsporrar, och familjen ranunkelväxter. Inga underarter finns listade i Catalogue of Life.